# Ада Хегерберг
Ада Хегерберг (норв. Ada Hegerberg; 10. јул 1995) је норвешка фудбалерка која игра на позицији нападача. Тренутно игра у клубу Олимпик Лион.

## Каријера
Ада је почела да игра још као девојчица са својом сестром Адрине у фудбалском клубу Сундал. Године 2007. су се преселиле са родитељима у Колботн где су почеле да играју у истоименом фудбалском клубу. Дебитовала је у том клубу 2010. године. Следеће године је са само 16 година била најбољи нападач у лиги.
Године 2012. се са сестром придружила клубу Стабек. Њих све у у том тренутку биле сматране најбољим талентима у норвешком женском фудбалу. На крају сезоне је имала 26 наступа и 18 голова.
Године 2013. је такође са сестром почела да игра у немачком клубу Турбин Постдам. Те сезоне је клуб завршио други на табели у Бундеслиги.
На лето 2014. се придружила клубу Олимпик Лион где игра и сада. Хегерберг је имала врло успешну прву сезону у Француској. У 22 лигашке утакмице постигла је 26 голова, што је Лион довело до девете узастопне титуле Феминин дивизије 1. У финалу купа, Хегерберг је постигла изједначујући гол у 47. минуту, који је на крају кулминирао победом Монпељеа резултатом 2:1.
Хегербергова је играла и током сезоне 2015–16. Дана 27. септембра постигла је хет-трик у победи од 5: 0 против ПСЖ-а. У новембру, Хегерберг је постигла договор о продужењу уговора са клубом до сезоне 2019. Лион је десети пут заредом задржао титулу лиге 8. маја 2016. Хегерберг је сезону завршила као најбољи стрелац лиге са 33 гола у 21 наступу. У купу УЕФА женске лиге шампиона, Лион је победио са њених 13 голова у 9 мечева.
Децембра 2018. године Хегербергова је добила награду Ballon d'Or Féminin. Током церемоније дошло је до непријатне ситуације, пошто је водитељ, Мартин Солвеиг, након уручивања награде питао Хегербергову да ли жели да тверкује током церемоније а она је одговорила „не“. Његови коментари су у медијима критиковани као сексистички; касније се извинио због своје изјаве. Што се тиче инцидента, Хегербергова је касније прокоментарисала: "Дошао је после до мене и била сам заиста тужна што је тако кренуло. Нисам то у овом тренутку заиста сматрала сексуалним узнемиравањем или нечим другим. Била сам само срећна што освајам награду. " Што се тиче награде, она је такође додала: „Невероватно је. Ово је сјајна мотивација да наставимо напорно радити и наставићемо да радимо заједно на освајању што више титула. Желела сам да завршим са неким речима за младе девојке широм света: верујте у себе."
До краја сезоне 2018/19 Хегерберг је освојила 13 од 15 могућих трофеја током боравка у Лиону. Дана 30. октобра 2019. године постала је најбољи стрелац Лиге шампиона УЕФА, пошто је у 50. наступу постигла свој 53. гол.

## Репрезентација
Са 15 година, Хегерберг је била у тиму Норвешке млађих од 19 година и играла је у женском У-19 првенству 2011. године. Такође је укључена у екипу за завршни турнир, где је Норвешка стигла до финала. Хегерберг је била у тиму Норвешке који је 2012. године играо на ФИФА У-20 женском светском купу у четвртфиналу. Она и Андрине постигле су голове 2: 1 победом над Канадом у групној фази.
Хегерберг је дебитовала у репрезентацији која је играла на УЕФА женском првенству 2013. године. Она је постигла свој први гол на турниру, пошто је Шпанија у четвртфиналу поражена са 3:1 и одиграла је свих 90 минута, док је Норвешка изгубила од Немачке са коначних 0:1.
Хегерберг је била у репрезентацији Норвешке на ФИФА-ином светском купу за 2015. годину. У три утакмице групне фазе постигла је три гола. Хегерберг је била номинована за награду за најбоље младе играчице.
У јануару 2016. године, Хегерберг је добила норвешку Златну лопту 2015. године, додељену најбољем фудбалеру/ки у Норвешкој. Претходни пут када је додељен жени био је 20 година раније.
У лето 2017. Хегерберг је одлучио престати представљати репрезентацију као облик протеста због спора са норвешком фудбалском асоцијацијом о томе како поступају са женским фудбалом. Упркос неким побољшањима, укључујући удвостручавање новца за награде за жене, Хегерберг је сматраола да постоји "још дуг пут", па је наставила да одбија позив да игра у репрезентацији и пропустио је Светско првенство 2019.  Своје време са репрезентацијом описала је "дубоко депресивно", дајући јој "ноћне море" и остављајући је "ментално сломљену".